# Jean-Philippe Gbamin
Jean-Philippe Gbamin (San-Pédro, 25 settembre 1995) è un calciatore ivoriano con cittadinanza francese, centrocampista della Roma e della nazionale ivoriana.

## Caratteristiche tecniche
È un mediano, ma all'occorrenza può essere impiegato come difensore centrale.

## Carriera

### Club

#### Lens
Nato a San Pédro, in Costa d'Avorio, muove i primi passi nel mondo del calcio in Francia con Aire-sur-la-Lys e US Saint-Quentin Blessy, prima di unirsi al Lens nel 2007. Dopo aver compiuto tutta la trafila delle giovanili e aver debuttato nella squadra riserve, nel maggio 2013 viene convocato da Antoine Kombouaré in prima squadra, debuttando in una sconfitta per 7-0 contro il Guingamp, in cui è subentrato ad Alexandre Coeff.
La stagione successiva, dopo essere stato vicino a firmare per il Newcastle Utd, Gbamin entra a far parte in piante stabile della prima squadra.
Sin da subito trova la fiducia dell'allenatore Kombouaré, che lo rende un titolare fisso. Grazie a ciò già ad inizio stagione, il 30 settembre 2013, trova il primo gol con la maglia lensois in una vittoria per 3-2 contro il Metz. A fine campionato si rivela uno dei protagonisti la promozione in Ligue 1 del Lens.
Il 9 agosto 2014, fa il suo esordio stagionale debuttando in Ligue 1 in occasione della prima giornata di campionato (persa 1-0) contro il Nantes. Gioca 33 gare alla prima stagione in massima serie, tuttavia non riesce ad evitare la retrocessione con il club, dopo appena un anno dalla promozione.

#### Magonza
Gioca un'altra stagione, quella 2015-2016 con il Lens, prima di venire acquistato a titolo definitivo per cinque milioni di euro dal Magonza, il 13 luglio 2016.
Fa il proprio debutto in campionato con il club alla prima giornata utile, il 27 agosto 2016, nella sconfitta esterna per 2-1 contro il Borussia Dortmund; mentre il 15 settembre successivo debutta nelle competizioni europee nella gara della fase a gironi di Europa League pareggiata 1-1 contro il Saint-Étienne.
Dopo una prima annata caratterizzata da 25 presenze e nessun gol messo a segno, il 12 maggio 2018, alla fine della sua seconda stagione tedesca, realizza la prima rete con in Bundesliga, nella sconfitta casalinga (1-2) contro il Werder Brema.

#### Everton
Il 2 agosto 2019, Gbamin viene acquistato a titolo definitivo dall'Everton, che lo paga circa 25 milioni di euro.
Debutta con il club il 10 agosto 2019 nella gara di Premier League pareggiata 0-0 contro il Crystal Palace,
Tuttavia, a ottobre subisce un infortunio alla coscia, motivo per cui è costretto a stare lontano dai campi fino a gennaio 2020. A gennaio, dopo essere stato operato, subisce un'ulteriore battuta d'arresto a causa di un nuovo intervento chirurgico che lo costringe a terminare anzitempo la stagione.
A maggio 2020 subisce un infortunio al termine d'achille in allenamento.
Torna in campo nell’aprile 2021, entrando come sostituto di James Rodríguez nell'1-1 maturato contro il Crystal Palace, ma dopo appena una settimana subisce un nuovo infortunio al ginocchio.
Tornato dall'infortunio nell'ottobre 2021, viene convocato per tra partite consecutive senza giocare, trovando nuovamente il campo il 1º novembre 2021 contro il Wolverhampton.

#### Prestiti: CSKA e Trabzonspor
Rimasto fuori dai piani dell'allenatore dopo il suo ritorno dall’infortunio, il 21 febbraio 2022 viene ceduto in prestito al CSKA Mosca fino al termine della stagione. Il 20 marzo successivo, Gbamin trova subito il suo primo gol con il CSKA nella vittoria per 6-1 contro il Rubin. 
Nonostante la buona annata, il 19 maggio 2022, viene confermato il suo ritorno in Francia.
Terminata l’esperienza in Russia, il 22 agosto 2022, va in Turchia, trasferendosi in prestito al Trabzonspor.
Appena sei giorni dopo debutta anche in campionato, subentrando a Manōlīs Siōpīs all'intervallo del pareggio a reti inviolate contro il Galatasaray.
Conclude la stagione con 24 presenze.

#### Dunkerque
A fine stagione fa ritorno a Liverpool, tuttavia, il 2 settembre 2023 Gbamin e l'Everton trovano l’accordo per la rescissione consensuale del contratto che lo legava al club.
Il 7 novembre 2023 si unisce a parametro zero al Dunkerque, firmando un contratto fino alla fine della stagione. Proprio verso la fine della stessa, il 3 maggio 2024, segna contro il Quevilly-Rouen la prima rete con la nuova maglia, ripetendosi la settimana successiva nel pareggio per 2-2 contro il Caen, grazie alla quale ha permesso al proprio club di salvarsi evitando la retrocessione dalla Ligue 2 allo Championnat National.

#### Nantes e Zurigo
Svincolato dopo il termine del contratto con il Dunkerque, il 27 agosto 2024 viene acquistato dal club di Ligue 1 del Nantes.
Inizialmente è aggregato in seconda squadra, il 31 agosto debutta in Championnat National 2 conto il Fontenay; mentre il 21 settembre successivo debutta ufficialmente in prima squadra nella sconfitta casalinga per 1-2 contro lo Stade Reims.
Con i canarini disputa soltanto metà stagione, infatti, a causa del suo scarso rendimento, il 3 febbraio viene ceduto allo Zurigo.

## Statistiche

### Presenze e reti nei club
Statistiche aggiornate al 30 giugno 2025.
| Stagione        | Squadra         | Campionato      | Campionato | Campionato | Coppe nazionali | Coppe nazionali | Coppe nazionali | Coppe continentali | Coppe continentali | Coppe continentali | Altre coppe | Altre coppe | Altre coppe | Totale | Totale | Totale |
| Stagione        | Squadra         | Comp            | Pres       | Reti       | Comp            | Pres            | Reti            | Comp               | Pres               | Reti               | Comp        | Pres        | Reti        | Pres   | Reti   |        |
| --------------- | --------------- | --------------- | ---------- | ---------- | --------------- | --------------- | --------------- | ------------------ | ------------------ | ------------------ | ----------- | ----------- | ----------- | ------ | ------ | ------ |
| 2012-2013       | Lens            | L2              | 2          | 0          | CF+CdL          | 0+0             | 0+0             | -                  | -                  | -                  | -           | -           | -           | 2      | 0      |        |
| 2013-2014       | Lens            | L2              | 30         | 2          | CF+CdL          | 4+2             | 1+0             | -                  | -                  | -                  | -           | -           | -           | 36     | 3      |        |
| 2014-2015       | Lens            | L1              | 33         | 0          | CF+CdL          | 1+1             | 0+0             | -                  | -                  | -                  | -           | -           | -           | 35     | 0      |        |
| 2015-2016       | Lens            | L2              | 26         | 1          | CF+CdL          | 0+0             | 0+0             | -                  | -                  | -                  | -           | -           | -           | 26     | 1      |        |
| Totale Lens     | Totale Lens     | Totale Lens     | 91         | 3          |                 | 8               | 1               |                    | -                  | -                  |             | -           | -           | 99     | 4      |        |
| 2016-2017       | Magonza         | BL              | 25         | 0          | CG              | 1               | 0               | UEL                | 5                  | 0                  | -           | -           | -           | 31     | 0      |        |
| 2017-2018       | Magonza         | BL              | 30         | 1          | CG              | 1               | 0               | -                  | -                  | -                  | -           | -           | -           | 31     | 1      |        |
| 2018-2019       | Magonza         | BL              | 31         | 2          | CG              | 2               | 0               | -                  | -                  | -                  | -           | -           | -           | 33     | 2      |        |
| Totale Mainz    | Totale Mainz    | Totale Mainz    | 86         | 3          |                 | 4               | 0               |                    | 5                  | 0                  |             | -           | -           | 95     | 3      |        |
| 2019-2020       | Everton         | PL              | 2          | 0          | FACup+CdL       | 0+0             | 0+0             | -                  | -                  | -                  | -           | -           | -           | 2      | 0      |        |
| 2020-2021       | Everton         | PL              | 1          | 0          | FACup+CdL       | 0+0             | 0+0             | -                  | -                  | -                  | -           | -           | -           | 0      | 0      |        |
| 2021-feb. 2022  | Everton         | PL              | 3          | 0          | FACup+CdL       | 1+1             | 0+0             | -                  | -                  | -                  | -           | -           | -           | 5      | 0      |        |
| Totale Everton  | Totale Everton  | Totale Everton  | 6          | 0          |                 | 2               | 0               |                    | -                  | -                  |             | -           | -           | 8      | 0      |        |
| gen.-giu. 2022  | CSKA Mosca      | PL              | 11         | 2          | KR              | 2               | 0               | -                  | -                  | -                  | -           | -           | -           | 13     | 2      |        |
| 2022-2023       | Trabzonspor     | SL              | 19         | 0          | TK              | 1               | 0               | UCL+UEL+UECL       | 0+4+0              | 0+0+0              | ST          | 0           | 0           | 24     | 0      |        |
| 2023-2023       | Dunkerque       | L2              | 21         | 2          | CF              | 0               | 0               | -                  | -                  | -                  | -           | -           | -           | 21     | 2      |        |
| 2024-gen. 2025  | Nantes 2        | N3              | 2          | 0          |                 | -               | -               | -                  | -                  | -                  |             | -           | -           | 2      | 0      |        |
| 2024-gen. 2025  | Nantes          | L1              | 14         | 0          | CF              | 1               | 0               | -                  | -                  | -                  | -           | -           | -           | 15     | 0      |        |
| gen.-giu. 2025  | Zurigo          | SL              | 15         | 1          | CS              | 1               | 0               | UECL               | -                  | -                  | -           | -           | -           | 16     | 1      |        |
| Totale carriera | Totale carriera | Totale carriera | 266        | 11         |                 | 19              | 1               |                    | 9                  | 0                  |             | -           | -           | 293    | 12     |        |